# Geneviève (film, 1923)
Pour les articles homonymes, voir Geneviève.
Pour plus de détails, voir Fiche technique et Distribution.
Geneviève est un film muet français réalisé par Léon Poirier, sorti en 1923.

## Fiche technique
- Titre : Geneviève
- Réalisation : Léon Poirier
- Scénario : Léon Poirier, d'après le roman d'Alphonse de Lamartine, Geneviève.Histoire d'une servante (1863)
- Photographie : Bernasseau, Lucien Bellavoine, Jean Letort et Georges Million
- Décors : Robert-Jules Garnier
- Société de production : Société des établissements L. Gaumont
- Pays de production :  France
- Format :  Noir et blanc - 1,33:1 - 35 mm - Muet
- Durée :
- Dates de sortie : 
  - France : 30 novembre 1923

## Distribution
- Laurence Myrga : Geneviève
- Thomy Bourdelle : Cyprien
- Madeleine Guitty : la bourgeoise
- Dolly Davis : Josette
- Pierre Blanchar : Lamartine
- Pierre Éloi : Septime de Rivieu
- Madame Lenoir : la sage-femme
- Marie Lacroix : la mère
- Francia Séguy : Josette enfant